# House of Cards (serie de televisión)
House of Cards (literalmente, "castillo de naipes") es una serie estadounidense de televisión web de drama político en seis temporadas creada por Beau Willimon. Se trata de una adaptación de la miniserie del mismo título realizada por la BBC (Londres) y se basa en la novela de Michael Dobbs. La primera temporada, de trece episodios, se estrenó el 1 de febrero de 2013, en el servicio de streaming de Netflix. Su segunda temporada, de trece episodios, se estrenó el 14 de febrero de 2014, mientras que la tercera temporada se estrenó el 27 de febrero de 2015. La cuarta temporada se estrenó el 4 de marzo de 2016. En enero de 2016, Netflix anunció que la serie se había renovado para una quinta temporada, que se estrenó el 30 de mayo de 2017, junto con el anuncio de que Willimon había renunciado como showrunner después de la cuarta temporada. Willimon declaró que los planes para el futuro de la serie se deciden luego de cada temporada. La sexta y última temporada se estrenó el 2 de noviembre de 2018, sin la participación de Kevin Spacey, quien fue acusado de abuso sexual.
House of Cards es la historia de Frank Underwood (Kevin Spacey), un demócrata del 5.º distrito congresional de Carolina del Sur y coordinador de la mayoría de la Cámara de Representantes de los Estados Unidos. Luego de haber sido pasado por alto para su nombramiento como Secretario de Estado, inicia un elaborado plan para llegar a una posición de mayor poder, ayudado por su esposa, Claire Underwood (Robin Wright). La serie trata principalmente con temas de manipulación y el poder.
La serie ha recibido críticas positivas y varias nominaciones a premios. Hasta la fecha, ha recibido 33 nominaciones a los Premios Emmy, incluyendo mejor serie dramática, mejor actor - Serie dramática (Spacey) y mejor actriz - Serie dramática (Wright), para cada una de sus cuatro temporadas. Fue la primera serie original de televisión web en recibir nominaciones en categorías importantes a los Emmy. La serie también obtuvo ocho nominaciones al Globo de oro: Wright ganó mejor actriz de serie de televisión - Drama en 2014 y Spacey ganó mejor actor de serie de televisión - Drama en 2015.
El 28 de enero de 2016, Netflix renovó los contratos para realizar una quinta temporada de House of Cards, que se estrenó el 30 de mayo de 2017.
El 30 de octubre de 2017, Netflix anunció que la sexta temporada (de 8 episodios), cuyo estreno se programó para el año 2018, sería la última temporada de la serie. Netflix expresó en su comunicado que tomó su decisión debido a las acusaciones de abuso sexual contra Kevin Spacey realizadas por el actor Anthony Rapp, por un presunto acoso ocurrido en el año 1986, cuando Rapp tenía 14 años.
Finalmente, el 3 de noviembre de 2017, Netflix decidió despedir a Kevin Spacey. Lo ya filmado de la sexta temporada se eliminaría, dado que los guionistas estaban evaluando la forma de matar al personaje de Underwood para que la temporada fuera íntegramente sin su participación.
El 7 de agosto de 2018, Netflix anunció que la sexta y última temporada de la serie se estrenaría el 2 de noviembre de 2018.
El 5 de julio de 2024, después de 6 años desde la finalización de su última tanda de episodios, Netflix confimo que se estaría trabajando en una séptima temporada que llegaría a la plataforma de streming durante el año 2026, con nuevos personajes y una nueva historia.

## Argumento
La serie comienza con el congresista Francis "Frank" Underwood mostrando su pragmatismo despiadado matando, con sus propias manos, a un perro que agoniza. Mientras, explica a la audiencia cómo hay momentos en que requerimos a alguien para hacer las cosas desagradables pero necesarias. A lo largo de este tema, seguimos a Underwood, un congresista demócrata de Carolina del Sur y líder de minoría. Después de asegurar la elección del presidente Garrett Walker para conseguir el nombramiento a Secretario de Estado, Underwood está devastado al saber que lo están pasando por alto. La Jefa de Gabinete Linda Vásquez le dice a Underwood que el presidente quiere que él promueva su agenda en el Congreso y no cumplirá con su acuerdo. Underwood, rápidamente gana el control de su ira y oculta su decepción para presentarse como un útil teniente al Presidente y su agenda. En realidad, Underwood comienza un elaborado plan a espaldas del Presidente, con el objetivo final de ganar poder para sí mismo.
La esposa de Frank, Claire, dirige una ONG, la Iniciativa de Agua Limpia ("CWI" por sus siglas en inglés), pero sus intenciones no se detallan. Ella parece usar su caridad para cultivar su propio poder e influencia, pero su propósito permanece desconocido. Deseosa de estar en el escenario internacional, decide cambiar su organización a otra que apoya la excavación internacional de pozos para proveer agua limpia. Esta decisión suscita grandes recelos por su gerente de oficina. Claire le ordena despedir a empleados, cortando el personal a la mitad. Al final de la semana, ella se registra para preguntar cómo fue el proceso y luego informa a la gerente que también será despedida. Desde el principio se deja muy claro que Claire comparte el pragmatismo despiadado de su marido y su deseo de poder.

## Producción

### Desarrollo
El estudio independiente Media Rights Capital, fundado por Mardecai Wiczyk y Asif Satchu, compró los derechos de House of Cards con la intención de crear una serie.
Mientras terminaba la producción de la película The Curious Case of Benjamin Button, el agente de David Fincher le mostró House of Cards, una miniserie de la BBC protagonizada por Ian Richardson. Fincher estaba interesado en la producción de una serie con Eric Roth. Fincher dijo que estaba interesado en trabajar en televisión debido a las posibilidades que ésta le ofrecía para desarrollar tramas y personajes complejos, a diferencia del cine.
«Durante los últimos diez años sentí que la mejor escritura para los actores estaba en la televisión. Por lo que había estado buscando hacer algo de larga duración», declaró Fincher.

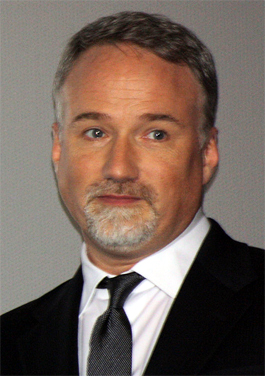
David Fincher es uno de los productores ejecutivos de la serie.

En febrero de 2011, MRC comenzó la búsqueda de financiamiento para el capítulo piloto, como es costumbre en la industria televisiva estadounidense. Para ello, la compañía productora contaba con el guion del piloto, el arco general de toda la historia, y a David Fincher como productor ejecutivo y director de algunos episodios, a Willimon como showrunner y a Kevin Spacey como protagonista. Sus primeros acercamientos fueron con HBO, Showtime y AMC, mientras que a Netflix se acercaron originalmente para ofrecerle los derechos una vez que terminara su difusión a través de la cadena original, cualquiera que ésta fuera.
Netflix, haciendo uso de la información recopilada de los 33 millones de usuarios que la plataforma tenía en ese momento en Estados Unidos, concluyó que había un público para el proyecto. El big data mostraba que las cintas dirigidas por Fincher eran muy vistas y que los DVD de la serie original de la BBC se rentaban con frecuencia, si bien los sucriptores no buscaban mucho las películas protagonizadas por Kevin Spacey, una vez que veían una decidían ver el resto de su trabajo.
«Se veía muy prometedor», dijo, «una especie de tormenta perfecta de material y talento».
En la búsqueda de un escritor para adaptar la serie, Fincher declaró que necesitaban a alguien que fielmente pudiera traducir la política parlamentaria a Washington.
Beau Willimon, que había sido ayudante de Charles Schumer, Howard Dean y Hillary Clinton,
fue contratado y completó el guion del piloto a principios de 2011.
Willimon vio la oportunidad de crear una serie completamente nueva de la original y profundizar su historia en general.
El proyecto fue anunciado por primera vez en marzo de 2011, con Kevin Spacey como protagonista y productor ejecutivo.
Fincher fue anunciado como director de los dos primeros episodios, a partir de guiones por Willimon. El primer pedido de Netflix fue por dos temporadas, de 13 episodios cada una, para lo cual la plataforma invirtió 100 millones de dólares.
Spacey llamó el modelo de Netflix de publicar todos los episodios a la vez una «nueva perspectiva».
Añadió que el compromiso de Netflix de dos temporadas completas de la serie dio una mayor continuidad. «Sabemos exactamente hacia dónde vamos», dijo.
En un discurso en el Festival Internacional de Televisión de Edimburgo señaló que otras cadenas estaban interesadas en el programa, todos querían un piloto, mientras que Netflix, basándose exclusivamente en sus estadísticas, directamente ordenó la serie.
En enero de 2016, el creador del programa, productor ejecutivo y showrunner, Beau Willimon, salió de la producción luego de haberse lanzado la temporada 4.
La génesis del proyecto ha sido estudiada como un caso paradigmático al romper muchas de las reglas no escritas de la industria de la televisión estadounidense. Sin embargo, para Michael Wolff, el big data no tuvo nada que ver en el desarrollo de la serie sino que se trató simplemente de una narrativa construida por Netflix a través de la prensa especializada como una estrategia de marketing.Según el autor, el que Netflix haya tenido éxito con la serie fue un golpe de suerte y su compra sería la coincidencia entre un comprador ansioso y un vendedor desesperado.

### Casting
Fincher declaró que todos los miembros del reparto principal fueron su primera opción.
En la primera lectura del guion, dijo: «Quiero que todo el mundo sepa que fueron nuestra primera opción. Cada actor aquí fue nuestra primera opción para estos personajes. Así que no fastidien esto».
Spacey, cuyo último papel regular de televisión fue en la serie Wiseguy, que se desarrolló a partir de 1987 hasta 1990, respondió positivamente al guion. Luego encarnó a Ricardo III en The Old Vic.
Spacey apoyó la decisión de lanzar todos los episodios a la vez, en la creencia de que este tipo de estrategia sería cada vez más común con los programas de televisión. Él dijo: «Cuando pregunto a mis amigos lo que hicieron en su fin de semana, suelen decir: “Me quedé viendo tres temporadas de Breaking Bad o dos temporadas de Game of Thrones”».
Fue oficialmente seleccionado para el elenco el 18 de marzo de 2011.
Robin Wright fue contactada por Fincher cuando trabajaron juntos en The Girl with the Dragon Tattoo.
Fue elegida como Claire Underwood en junio de 2011. Kate Mara elegida como Zoe Barnes a principios de febrero de 2012.
La hermana de Mara, Rooney, trabajó con Fincher en The Girl with the Dragon Tattoo. Cuando Kate Mara leyó la parte de Zoe «se enamoró de su personaje» y le pidió a su hermana que hablara con Fincher. Al mes siguiente, recibió una llamada para una audición.

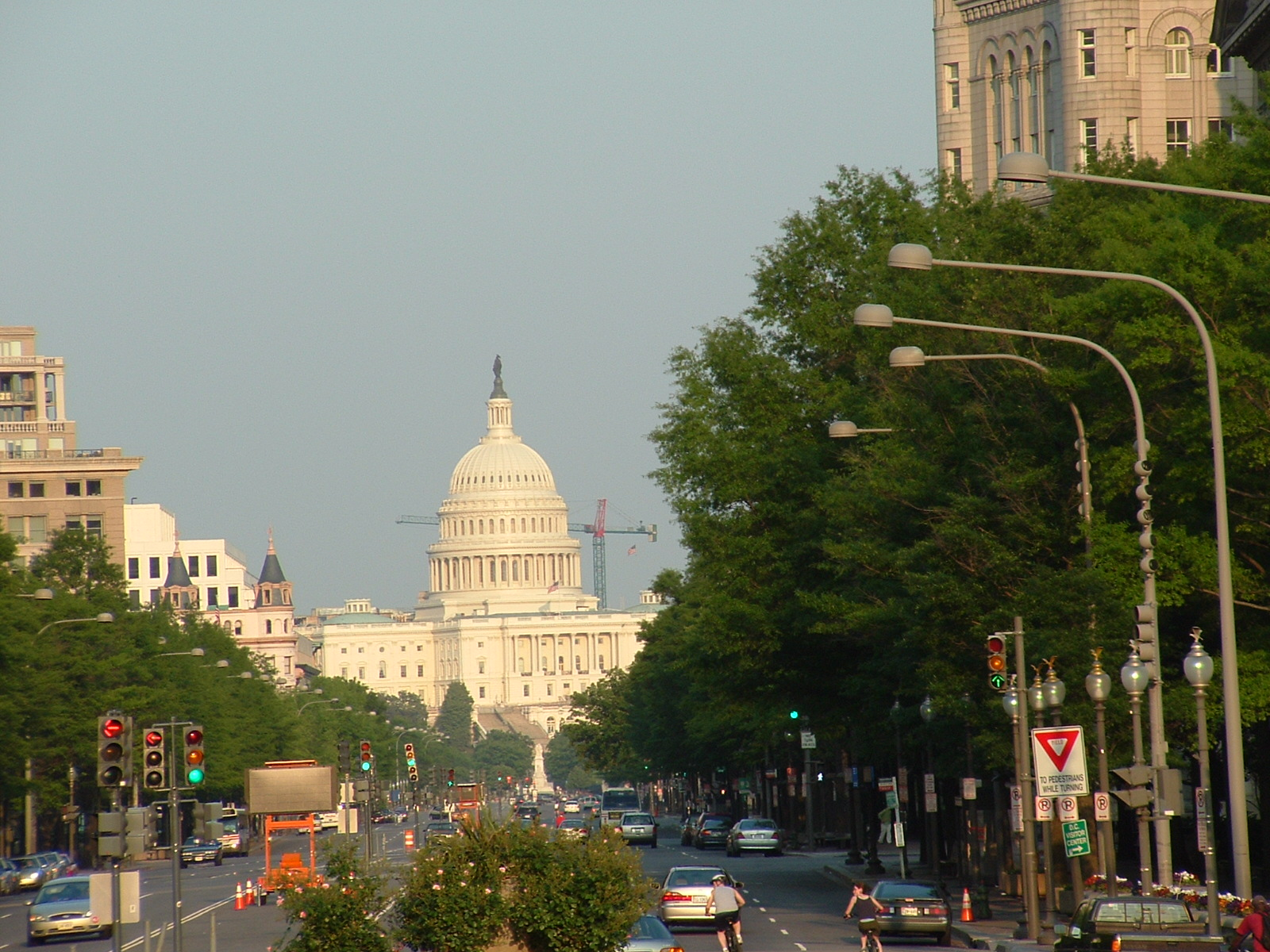
El rodaje de la serie se llevó a cabo en varias partes del estado de Maryland.

### Filmación
El rodaje para la primera temporada comenzó en enero de 2012, en el condado de Harford, Maryland, en la costa del este de los Estados Unidos. El rodaje de escenas exteriores en 2013 se centró principalmente en y alrededor de la ciudad de Baltimore, Maryland, que está a unos 40 kilómetros al noreste de Washington D. C.. La residencia de Francis y Claire Underwood, el apartamento de Zoe Barnes, el Ribdy Ribdy de Freddy, el edificio de la Iniciativa de Agua Limpia donde trabaja Claire, las oficinas de The Washington Herald, el edificio del Secretario de Estado, el Hotel Cotesworth, el Hotel Georgetown, el Bar Werner, el Tío Pepe's, el DuPont Circle Bar, así como escenas en otros lugares, como donde se llevó campaña de Peter Russo en Pensilvania, The Sentinel y Waldron Hall en Carolina del Sur.
La mayor parte de las escenas interiores de casa se filman en un almacén industrial grande, que se encuentra en Joppa, Maryland, también en el condado de Harford, que está a 17 millas del nordeste de Baltimore. El almacén se utiliza para la filmación de algunas de las escenas más icónicas de la serie, tales como la reconstrucción a gran escala de la mayor parte del Ala Oeste de la Casa Blanca, incluyendo la Oficina Oval, las oficinas del Congreso y los pasillos, los interiores domésticos tales como las habitaciones grandes de la casa de la residencia de Underwood y un apartamento grande del desván.

## Reparto
| Actor/Actriz         | Personaje           | Temporadas | Temporadas | Temporadas | Temporadas | Temporadas | Temporadas |
| Actor/Actriz         | Personaje           | 1          | 2          | 3          | 4          | 5          | 6          |
| -------------------- | ------------------- | ---------- | ---------- | ---------- | ---------- | ---------- | ---------- |
| Kevin Spacey         | Frank Underwood     | Principal  | Principal  | Principal  | Principal  | Principal  |            |
| Robin Wright         | Claire Underwood    | Principal  | Principal  | Principal  | Principal  | Principal  | Principal  |
| Kate Mara            | Zoe Barnes          | Principal  | Invitada   |            | Invitada   |            |            |
| Corey Stoll          | Peter Russo         | Principal  |            |            | Invitado   |            |            |
| Michael Kelly        | Doug Stamper        | Principal  | Principal  | Principal  | Principal  | Principal  | Principal  |
| Sakina Jaffrey       | Linda Vásquez       | Principal  | Principal  |            |            |            | Invitada   |
| Kristen Connolly     | Christina Gallagher | Principal  | Recurrente |            |            |            |            |
| Sebastián Arcelus    | Lucas Goodwin       | Principal  | Principal  |            | Recurrente |            |            |
| Constance Zimmer     | Janine Skorsky      | Principal  | Recurrente |            | Invitada   |            | Principal  |
| Mahershala Ali       | Remy Danton         | Principal  | Principal  | Principal  | Principal  |            |            |
| Boris McGiver        | Tom Hammerschmidt   | Principal  | Recurrente |            | Principal  | Principal  | Principal  |
| Michel Gill          | Garrett Walker      | Principal  | Principal  |            | Invitado   | Invitado   |            |
| Sandrine Holt        | Gillian Cole        | Principal  | Invitada   |            |            |            |            |
| Nathan Darrow        | Edward Meechum      | Principal  | Principal  | Principal  | Recurrente |            |            |
| Rachel Brosnahan     | Rachel Posner       | Principal  | Principal  | Recurrente |            |            |            |
| Jayne Atkinson       | Cathy Durant        | Recurrente | Principal  | Principal  | Principal  | Principal  | Recurrente |
| Gerald McRaney       | Raymond Tusk        | Recurrente | Principal  |            | Invitado   | Invitado   |            |
| Molly Parker         | Jackie Sharp        |            | Principal  | Principal  | Principal  |            |            |
| Derek Cecil          | Seth Grayson        |            | Recurrente | Principal  | Principal  | Principal  | Principal  |
| Elizabeth Marvel     | Heather Dunbar      |            | Recurrente | Principal  | Principal  |            |            |
| Mozhan Marnò         | Ayla Sayyad         |            | Principal  | Recurrente |            |            |            |
| Paul Sparks          | Thomas Yates        |            |            | Principal  | Principal  | Principal  |            |
| Kim Dickens          | Kate Baldwin        |            |            | Principal  | Invitada   | Invitada   |            |
| Neve Campbell        | LeAnn Harvey        |            |            |            | Principal  | Principal  |            |
| Joel Kinnaman        | Will Conway         |            |            |            | Principal  | Principal  |            |
| Campbell Scott       | Mark Usher          |            |            |            |            | Principal  | Principal  |
| Patricia Clarkson    | Jane Davis          |            |            |            |            | Principal  | Recurrente |
| Dominique McElligott | Hannah Conway       |            |            |            | Recurrente | Principal  |            |
| Korey Jackson        | Sean Jeffries       |            |            |            |            | Principal  |            |
| Diane Lane           | Annette Shepherd    |            |            |            |            |            | Principal  |
| Greg Kinnear         | Bill Shepherd       |            |            |            |            |            | Principal  |
| Cody Fern            | Duncan Shepherd     |            |            |            |            |            | Principal  |

## Episodios
| Temporada | Temporada | Episodios | Episodios | Lanzamiento original   | Lanzamiento original   |
| --------- | --------- | --------- | --------- | ---------------------- | ---------------------- |
|           | 1         | 13        | 13        | 1 de febrero de 2013   | 1 de febrero de 2013   |
|           | 2         | 13        | 13        | 14 de febrero de 2014  | 14 de febrero de 2014  |
|           | 3         | 13        | 13        | 27 de febrero de 2015  | 27 de febrero de 2015  |
|           | 4         | 13        | 13        | 4 de marzo de 2016     | 4 de marzo de 2016     |
|           | 5         | 13        | 13        | 30 de mayo de 2017     | 30 de mayo de 2017     |
|           | 6         | 8         | 8         | 2 de noviembre de 2018 | 2 de noviembre de 2018 |

### Primera temporada (2013)
La serie comienza con el congresista Francis J."Frank" Underwood mostrando su despiadado matando, con sus propias manos, a un perro que sufre. Mientras, explica a la audiencia cómo hay momentos en que requerimos a alguien para hacer las cosas desagradables pero necesarias. A lo largo de este tema, seguimos a Underwood, un congresista demócrata de Carolina del Sur y líder de minoría. Después de asegurar la elección del presidente Garrett Walker para conseguir el nombramiento a Secretario de Estado, Underwood está devastado al saber que lo están pasando por alto. La Jefa de Gabinete Linda Vásquez le dice a Underwood que el presidente quiere que él promueva su agenda en el Congreso y no cumplirá con su acuerdo. Underwood, rápidamente gana el control de su ira y oculta su decepción para presentarse como un útil teniente al Presidente y su agenda. En realidad, Underwood comienza un elaborado plan a espaldas del Presidente, con el objetivo final de ganar poder para sí mismo.
La esposa de Frank, Claire, dirige una ONG, la Iniciativa de Agua Limpia ("CWI" por sus siglas en inglés), pero sus intenciones no se explicitan. Ella parece usar su caridad para cultivar su propio poder e influencia, pero su propósito permanece desconocido. Deseosa de estar en el escenario internacional, decide cambiar su organización a otra que apoya la excavación internacional de pozos para proveer agua limpia. Esta decisión encuentra grandes recelos por su gerente de oficina. Claire le ordena despedir a empleados, cortando el personal a la mitad. Al final de la semana, ella se registra para preguntar cómo fue el proceso y luego informa a la gerente que también será despedida. Desde el principio se deja muy claro que Claire comparte el deseo de poder.
Underwood comienza un plan para obtener una posición de gabinete, adquiriendo personas que puede manipular en su juego de poder. Comienza una relación simbiótica, y en última instancia sexual, con Zoe Barnes, una ambiciosa reportera. Luego hace un trato con Barnes que consistía en que publicaría historias perjudiciales sobre sus rivales políticos. Mientras tanto, manipula a Peter Russo, un alcohólico y congresista de Pensilvania, para ayudarlo a socavar la elección de Walker para el Secretario de Estado, el senador Michael Kern. Underwood finalmente reemplaza a Kern por su propia elección, la senadora Catherine Durant. También usa a Russo en una trama para terminar una huelga de maestros y aprobar un proyecto de ley de educación, lo que mejora la posición de él con el Presidente Walker.
Debido a que el nuevo vicepresidente es el exgobernador de Pensilvania, una elección parcial se llevará a cabo para el puesto de gobernador. Underwood ayuda a Russo a limpiarse y apoya su candidatura, pero luego usa a Rachel Posner para romper su sobriedad y provocar su caída poco antes de las elecciones, con Russo apareciendo ebrio a una entrevista radial. Angustiado, Russo decide reparar su fracaso al hablar con la prensa acerca de su papel en los planes de Underwood. En respuesta, Frank mata a Russo dejándolo desmayado en un garaje cerrado con el coche encendido, causándole la muerte de intoxicación por monóxido de carbono. Con la elección parcial en Pensilvania, Underwood convence al vicepresidente de renunciar y postularse a su antiguo puesto de gobernador, dejando la vicepresidencia abierta a Underwood, como fue su plan todo el tiempo.

### Segunda temporada (2014)
Con Frank a punto de ser juramentado como vicepresidente, Zoe y sus colegas, Lucas Goodwin y Janine Skorsky, siguen buscando información y localizan a Rachel Posner. El ayudante de Frank, Doug Stamper, lleva a Rachel a una casa segura, mientras que Frank atrae a Zoe a una estación de metro en Detroit y, sin ser visto por testigos o cámaras de seguridad, la empuja delante de un tren. Como resultado, Janine abandona la investigación y acepta una posición de enseñanza en su ciudad natal de Ithaca, Nueva York, para mantenerse alejada del peligro. La muerte de Zoe motiva a Lucas a continuar la investigación solo, y solicita la ayuda de un hacker para recuperar el historial de mensajes de texto de Frank. Sin embargo, el hacker, Gavin Orsay, está trabajando para que Doug Stamper atrape a Lucas. Él lleva al reportero a ser finalmente atrapado en un ataque del FBI, declarándose culpable de ciberterrorismo. Más tarde, el hacker utiliza la existencia de Rachel Posner para extorsionar a Doug. Temiendo otra reubicación, daño potencial y la creciente obsesión de Doug con ella, Rachel golpea a Doug con una roca, lo deja inconsciente y huye de la escena en su auto.
Después de que Frank conoce sus deberes vicepresidenciales, Claire se acerca a la primera dama, y apoyan un proyecto de ley para reformar el procesamiento militar de la agresión sexual, después de que Claire revela en una entrevista que tuvo un aborto luego de ser violada. Claire mintió al mezclar dos acontecimientos, un asalto sexual por parte de la compañera de colegio y un aborto que tuvo varios años después. Descubre que el matrimonio del presidente es tenso y ofrece a la primera dama la ayuda de un consejero espiritual y matrimonial.
Aunque Raymond Tusk ejerce una gran influencia sobre el presidente, Frank pretende meterse entre ellos. Conoce a Xander Feng, un empresario chino y aliado de Tusk, para poder comprometerse en negociaciones diplomáticas de última hora, aunque usa el caos de la situación para hacer que aparezca como si Tusk fuera igualmente responsable de las negociaciones fallidas. Esto afecta las relaciones chino-estadounidense y conduce a una guerra comercial sobre los minerales de las tierras y un aumento en los precios de la energía en los Estados Unidos. Tusk se opone abiertamente a los esfuerzos del presidente para hacer frente a la crisis y empezar a tener un casino tribal enganchando dinero en un grupo de Republicanos en represalia. Cuando Frank descubre que la fuente del dinero es Xander Feng, él consigue a Feng para terminar su sociedad con Tusk a cambio de un contrato lucrativo.
El Departamento de Justicia descubre que Doug Stamper fue filmado en el casino y comienza a investigar las relaciones entre Feng, Tusk y la Casa Blanca. Buscando establecer confianza con el fiscal especial, Frank manipula al presidente para que ofrezca sus registros de viajes, lo que revela sus visitas al consejero matrimonial y plantea preguntas sobre si las donaciones de campañas ilícitas fueron discutidas. Deseando evitar la divulgación pública de sus asuntos personales, el presidente tiene el asesor de la Casa Blanca entrenando al consejero, lo que el fiscal especial interpreta como manipulación de testigos. A medida que el Comité Judicial de la Cámara comienza a redactar los artículos de la acusación, tanto el presidente como Frank ofrecen a Tusk un perdón presidencial a cambio de implicarse mutuamente. Tusk se une al presidente al principio, dejando a Frank sin otra opción que recuperar la confianza del presidente como amigo. El presidente rechaza el acuerdo de indulto de Tusk como señal de amistad para Frank. Tusk se presenta ante el Comité Judicial. Finalmente confiesa que el presidente sabía del acuerdo con China. Esto deja al presidente sin más remedio que renunciar. Frank es juramentado como el nuevo presidente de los Estados Unidos.

### Tercera temporada (2015)
La temporada comienza seis meses después de la ascensión de Frank Underwood a la presidencia. Frank comienza en campaña para un nuevo programa de trabajos llamado "America Works" o "AmWorks" para abreviar. De inmediato se enfrenta a una inmensa presión, ya que la traición y oposición crecen dentro de su partido. Esto se debe principalmente a que "America Works" ofrece muchos programas sociales para financiar las estaciones de trabajo y pagar a los trabajadores. Decidido a dejar un legado y no ser un "placeholder" después de asumir el cargo, Underwood hace movimientos ambiciosos para correr en las elecciones presidenciales de 2016, comenzando con las primarias demócratas, donde enfrenta a Heather Dunbar. Esta decisión de correr se anuncia varios meses después de que declarara que no se correría por la presidencia durante una conferencia de prensa a nivel nacional.
Mientras tanto, Doug Stamper se recupera de las lesiones causadas por Rachel Posner. Durante su recuperación, Frank Underwood no le permite a Doug ayudar o volver a su posición anterior como jefe de gabinete de Frank. Doug parece cambiar de lado y comienza a trabajar para Heather Dunbar, ayudando con su campaña presidencial de 2016. Gavin Orsay ayuda a Doug a encontrar a Rachel a cambio de levantar la prohibición de su pasaporte; Los hallazgos que entrega son de un cuerpo reportado como "Jane Doe" pero con huellas dactilares que coinciden con las de Rachel. Distraído y una vez más luchando con el alcoholismo, Doug ruega a su hermano Gary que se quede con él durante dos meses. Doug le dice a Frank lo que ha estado sucediendo mientras trabajaba para Heather Dunbar y Frank culpa la recaída de Doug al estrés. Después de huir a Venezuela, Gavin revela que le dio a Doug información falsa y que Rachel está viva. Dice que revelará su ubicación si Doug ayuda a un amigo a salir de la cárcel. Doug rastrea a Gavin y lo brutaliza por la información, luego se pone a buscar a Rachel, que está trabajando en Nuevo México para pagar por una identidad falsa. Doug captura a Rachel y conduce al desierto con ella, con la intención de matarla. Él reconsidera cuando ella intenta asegurar a Doug que ella no revelará ninguna información sobre los crímenes de Frank Underwood y demuestra la prueba de su nueva identidad. Él la libera a lo largo de un camino desolado, pero vuelve hacia ella y es visto por última vez enterrando su cuerpo. Regresa a trabajar como jefe de gabinete de Frank Underwood después de que Remy Danton renunciara, presumiblemente cansado por el trato que Frank le dio a Jackie Sharp durante el debate presidencial.
Mientras tanto, la primera dama Claire Underwood es nombrada embajadora de los Estados Unidos ante las Naciones Unidas después de ser rechazada una vez por el Senado y dado un nombramiento por Frank. Se enfrenta a una crisis en el Valle del Jordán, donde Frank y los Estados Unidos se enfrentan contra el astuto presidente de Rusia, Petrov. Durante esta crisis, el presidente Petrov tiene un activista estadounidense de los derechos de los homosexuales detenido en Rusia por la violación de su ley sobre la sexualidad en público. Frank y Claire intentan persuadir a Petrov para que libere al hombre y finalmente se ponen de acuerdo en términos de liberación. Sin embargo, una de las demandas de Petrov es que el activista debe pedir disculpas en televisión nacional por los problemas que ha causado. El activista decide que él preferiría ahorcarse que pedir disculpas y lo hace cuando Claire viene a visitarlo. Más tarde, después de que las tropas rusas fueran asesinadas en el valle del Jordán, Petrov convence a Frank de quitar a Claire como embajador a la ONU a cambio de la retirada de las tropas rusas del Valle. Claire renuncia, dando la razón que ella quiere ser más activa en la campaña presidencial de Frank y no podría realizar sus deberes como embajadora.
Durante la mayor parte de la temporada, el escritor, Thomas Yates, sigue a los Underwood. Yates es contratado por Frank para escribir una biografía que planea utilizar como publicidad para su proyecto de ley "AmWorks". Yates, un escritor de ficción con un pasado oscuro, decide poner un giro diferente en el libro y escribe menos sobre Frank y más sobre la relación entre Frank y Claire. Yates lee a Frank su prólogo y Frank no entiende al principio, pero está de acuerdo es un comienzo decente. Al final de la temporada, Yates tiene el primer capítulo escrito y a Frank no le gusta la dirección que el libro ha tomado. Al final de la temporada, las tensiones se levantan entre Frank y Claire, y culminan con Claire diciendo que tiene la intención de dejar a Frank.

### Cuarta temporada (2016)
Claire se muda a Dallas y se postula para el Congreso en su distrito de origen. La titular, Doris Jones, planea retirarse y respaldar a su hija Celia como su sucesora. Claire les ofrece fondos federales para una clínica clave de Planned Parenthood a cambio de renunciar, pero rechazan la oferta. Frank vuelve a ganar el apoyo de Claire prometiendo no sabotear su campaña en Texas, pero luego respalda públicamente a Celia en su discurso sobre el Estado de la Unión. Frank y Claire viajan a Carolina del Sur para una primaria, pero una serie de escándalos hace que Frank pierda por poco el estado a Dunbar. Frank descubre que Claire había estado filtrando información a Dunbar, y ella amenaza con continuar a menos que la nombre como su compañera de fórmula. Frank se niega. Lucas es liberado de la prisión y busca venganza contra Frank. Él le explica su historia a Dunbar, pero ella lo rechaza. Desesperado, intenta asesinar a Frank, hiere al presidente en el abdomen y mata al guardaespaldas Edward Meechum, pero no antes de que Meechum mate a Lucas. Mientras Frank permanece en estado de coma, Donald Blythe es juramentado como presidente interino. Blythe está indeciso durante una crisis militar que involucra a Rusia, y recurre a Claire en busca de orientación. Claire va en contra de los deseos de Frank al convencer a Blythe de involucrar a China y asegurar una reunión con Petrov, donde negocia un ambicioso acuerdo de paz. Doug filtra información sobre la reunión secreta de Dunbar con Lucas y la obliga a suspender su campaña. Frank se recupera y reanuda su puesto como presidente, acordando poner a Claire en el boleto para las próximas elecciones.
Tom Hammerschmidt, exeditor de Zoe y Lucas, profundiza en las afirmaciones de Frank sobre las fechorías de Frank. Se acerca a Remy y, con su ayuda, comienza a reconstruir la corrupción de Frank. Tom también se reúne con Walker, convenciéndolo para que lo ayude apelando a su enojo por haber sido forzado a renunciar. Danton y Jackie Sharp también deciden anotarse contra Frank para darle credibilidad a la historia. Una familia estadounidense es secuestrada en Tennessee por dos partidarios de un grupo radical islamista llamado Organización del Califato Islámico (ICO), que acuerda negociar solo con el ambicioso candidato republicano, el gobernador Will Conway. Frank invita a Conway a la Casa Blanca para ayudar en las negociaciones como un truco publicitario, y Conway ayuda a comprar tiempo crítico para localizar a los sospechosos. Sin embargo, las tensiones entre los Conway y Underwoods llevan al gobernador a poner fin a su papel en la crisis. Frank y Claire permiten a los secuestradores hablar con el depuesto líder de ICO, Yusuf al Ahmadi, después de obtener con éxito la liberación de dos de los rehenes. En lugar de distender la situación como lo acordó, al Ahmadi insta a los secuestradores a matar al rehén restante y transmitir el asesinato al público. Mientras tanto, Hammerschmidt publica su historia y amenaza con poner fin a la campaña de Frank semanas antes de las elecciones. Claire insta a Frank a usar una mano más pesada en la situación, y deciden luchar creando caos. Frank se dirige al público declarando que la nación está en guerra total, ordenando que toda la fuerza de los militares sea utilizada para combatir el terrorismo global sin importar el costo. La temporada termina con Frank y Claire viendo la ejecución en vivo del rehén juntos, y Claire rompiendo la cuarta pared por primera vez mirando a la cámara junto con Frank.

### Quinta temporada (2017)
En las semanas previas a las elecciones de 2016, Frank usa ICO como pretexto para promulgar la ley marcial en las áreas urbanas y consolidar los centros de votación en los estados clave. Hecho principalmente a través de canales de respaldo con gobernadores demócratas, esto se hace oficialmente en nombre de la seguridad, pero en la práctica priva de derechos a los votantes republicanos rurales. Para mantener en marcha la estrategia del miedo, Doug chantajea al hacker Aidan Macallan para lanzar un ciberataque masivo en la NSA, ralentizando el tráfico de Internet y eliminando cientos de miles de archivos. La Administración de Underwood ataca al ICO. El día de las elecciones, el resultado depende de Pensilvania, Tennessee y Ohio. Contrariamente a los planes deseados de los Underwood, los primeros resultados parecen favorecer a Conway. La maquinaria política de Underwood escenifica un ataque terrorista en Knoxville, Tennessee, que está clavado en un simpatizante local sospechoso de ICO. Con Pensilvania asegurado por Conway y Ohio que parece girar en su dirección, Frank llama extraoficialmente a Conway para que conceda. Sin embargo, esto no es más que una táctica para desviar a Conway, ya que los Underwoods se ponen en contacto con el gobernador de Ohio y lo convencen de cerrar las encuestas desde el principio con el pretexto de una amenaza terrorista. Ohio y Tennessee se niegan a certificar las elecciones, y ninguno de los dos candidatos alcanza el número requerido de votos electorales.
Nueve semanas después de la elección no resuelta, se invoca la Duodécima Enmienda, y se somete la votación a los miembros del Congreso. Durante una reunión con el Congressional Black Caucus, las grietas comienzan a aparecer en la fachada de Conway cuando pierde la calma. A pesar de esto, el propio equipaje de Frank y su calificación de aprobación del 12% solo le permiten un empate con Conway en la Cámara de Representantes, mientras que Claire consigue el voto del Senado y se convierte en presidente en funciones. A la luz del empate, Claire ordena una elección especial para Ohio y Tennessee. Mientras tanto, Jane Davis, una funcionaria de bajo rango del Departamento de Comercio que tiene una amplia red de conexiones e influencia, comienza a trabajar estrechamente con los Underwood. Como ciudadano privado por el momento, Frank asiste a una reunión de hombres poderosos en una sociedad secreta conocida como Elysian Fields, en un esfuerzo por asegurar su influencia para los votos en las próximas elecciones especiales. Mientras tanto, Conway tiene un colapso mental en su avión privado debido a la sensación de que las elecciones le fueron robadas. Finalmente, esta y otras filtraciones de su campaña se filtran lentamente a los medios de una manera que parece desconectada de Underwoods. Al ver que su candidato está perdiendo, el gerente de campaña de Conway, Mark Usher, cambia de bando a los Underwoods. El boleto de Underwood gana Ohio y Tennessee, y Frank toma posesión como presidente y Claire como vicepresidente.
Mientras tanto, Hammerschmidt continúa investigando la muerte de Zoe, y recibe información de un infiltrado desconocido dentro de la Casa Blanca. Los vertederos de documentos importantes están disponibles para Hammerschmidt, que, entre otros cargos, provoca una audiencia de acusación contra Frank. En respuesta, Underwoods estableció una amplia vigilancia en todo el personal de la Casa Blanca. Finalmente, el extractor hace una llamada modulada por voz a Hammerschmidt, implicando a Doug en el asesinato de Zoe. Los Underwoods convencen a Doug de que acepte la muerte por haber matado a Zoe, y se revela que el fugitivo es Frank. Las filtraciones se revelan como parte del plan maestro de Frank para renunciar a la presidencia de Claire, creyendo que su sed de poder se puede lograr mejor en el sector privado, trabajando junto a la presidencia de su esposa. Frank, preocupado por la intención de Durant de testificar en la audiencia de juicio político, la empuja por un corto tramo de escaleras al aceptar su renuncia, hospitalizarla. Claire envenena a Yates con una sobredosis de Gelsemium que Jane le proporcionó, preocupada porque él sabe demasiado. Finalmente, los contratistas que trabajan para Underwoods eliminan a LeAnn embistiendo su automóvil fuera de la carretera con una baranda de protección. Frank renuncia, y los dos esperan el momento apropiado para que Claire lo perdone. Esto viene en la forma de una unidad militar de operaciones especiales que encuentra y saca al líder de ICO, lo que aleja el enfoque de los medios de Frank. De pie en la Oficina Oval, Claire parece reconsiderar perdonar a Frank, e ignora múltiples llamadas preocupadas de él sobre el asunto. La temporada termina con Claire haciendo caso omiso de la llamada de Frank, y luego rompiendo la cuarta pared para decirle a los espectadores: "Mi turno".

## Recepción

### Crítica
| Temporada | Temporada | Recepción crítica | Recepción crítica |
| Temporada | Temporada | Rotten Tomatoes   | Metacritic        |
| --------- | --------- | ----------------- | ----------------- |
|           | 1         | 85% (34 críticas) | 76 (25 críticas)  |
|           | 2         | 88% (40 críticas) | 80 (25 críticas)  |
|           | 3         | 77% (48 críticas) | 76 (24 críticas)  |
|           | 4         | 86% (27 críticas) | 76 (17 críticas)  |

El crítico Robert Bianco, de USA Today, elogió la serie, sobre todo las actuaciones de Spacey y de Wright, de las que comentó: «Si piensan que los ejecutivos de la compañía están nerviosos, imagínense a los actores que tienen que competir contra esa pareja por los premios Emmy». En su opinión para The Denver Post, Joanne Ostrow dijo que la serie es «profundamente cínica sobre los seres humanos y la política y casi jubilante en su retrato de la ambición sin límites». Y agregó: «House of Cards muestra una perspectiva maravillosamente ácida del poder y la corrupción».
Alessandra Stanley, del The New York Times, señaló que el guion de la serie a veces no coincide con la alta calidad de las actuaciones: «Desafortunadamente el papel del Sr. Spacey no siempre se encuentra a la altura del poderío sutil de su actuación; el guion no es Shakespeare, ni siquiera Aaron Sorkin, y a veces, resulta extrañamente banal». Sin embargo, elogió a House of Cards como un entretenimiento que «se deleita en las conocidas pero siempre entretenidas áreas sensibles del Gobierno».
La segunda temporada recibió críticas positivas. En Rotten Tomatoes la temporada tiene una calificación de 88%, basada en 40 evaluaciones, con una valoración media de 8.5/10. El consenso crítico del sitio lee, "House of Cards demuestra que es tan 'bingeworthy' como su segunda temporada, con más de las actuaciones fuertes, de la escritura y del diseño visual que hicieron la primera temporada tan adictiva". En Metacritic la temporada tiene una puntuación de 80 de 100, basada en 25 críticos, lo que indica críticas generalmente favorables. Pero a medida que avanzaba la temporada, las reseñas se volvieron mixtas. Jen Chaney, de Vulture, escribió que la segunda temporada "se sentía vacía" y que "lo más parecido a sentirse emocionalmente rico fue cuando se centró en Claire". Al final de la segunda temporada, Alan Sepinwall de HitFix escribió la serie es "un 'potboiler' político ridículo que se toma las cosas demasiado en serio". Le dio una calificación de C-.
La tercera temporada recibió críticas positivas, aunque muchos críticos señalaron que la serie se sentía repetitiva. En Rotten Tomatoes, la temporada tiene una calificación de 77%, basada en 48 reseñas, con una puntuación media de 7.2/10. El consenso del sitio dice: "La tercera temporada introduce nuevos elementos políticos y personales, interesantes al personaje de Frank Underwood, aunque se siente como más de lo mismo para algunos". En Metacritic, la temporada tiene una puntuación de 76 sobre 100, basada en 24 críticos, lo que indica reseñas generalmente favorables. Las revisiones negativas de la temporada vinieron de Nick Gillespie, de The Daily Beast, que acusó a los escritores de la serie de "descender en el moralismo prosaico" y afirma que se desvía de la intención original de la temporada. Michael Wolff, de USA Today, declaró claramente que "la temporada no es buena... no sólo no es buena, sino incompetente, un desorden, perdida". IndieWire nombró la temporada como una de las series más decepcionantes de 2015.
La cuarta temporada recibió críticas positivas. En Rotten Tomatoes, la temporada tiene una calificación de 87%, basada en 30 reseñas, con una puntuación media de 7.8/10. El consenso crítico del sitio dice: "House of Cards retiene su 'binge-worthiness' aumentando el drama y profundizando el papel de Robin Wright aún más". En Metacritic, la temporada tiene una puntuación de 76 sobre 100, basada en 17 críticos, lo que indica reseñas generalmente favorables. Ben Travers de IndieWire tuvo una respuesta positiva a la temporada cuatro, calificándola como una mejora respecto a lo percibido en la tercera temporada, escribiendo que "House of Cards se mueve hacia la autenticidad y se siente como la primera vez que se encuentra". Todd Van DerWerff de Vox tuvo una reseña mixta a la cuarta temporada, criticando la naturaleza repetitiva y predecible de la serie, escribiendo: "No hay tal misterio con House of Cards, donde sabes exactamente lo que sucederá tan seguramente como lo haces en NCIS. Obstáculos se presentarán, pero Frank y Claire Underwood lo superarán".

### Reconocimientos
En el 2013, House of Cards se convirtió en la primera serie de televisión web en recibir nominaciones importantes para los Premios Primetime Emmy de 2013. El primer episodio, "Chapter 1", recibió cuatro nominaciones, convirtiéndose en el primer webisodio (episodio en línea) de una serie de televisión que recibía una nominación al Emmy. Eigil Bryld ganó el premio Primetime Emmy por la mejor cinematografía para una serie de una sola cámara, mientras que David Fincher ganó el premio a la mejor dirección – Serie dramática. Ambos ganaron por el episodio "Chapter 1", lo que lo convirtió en el primer webisodio en ganar un Emmy. La serie ha sido nominada para el Primetime Emmy a la mejor serie dramática durante las ceremonias de 2013, 2014, 2015 y 2016. Las dos primeras temporadas de House of Cards fueron nominadas al Globo de Oro a la mejor serie – Drama.[cita requerida]
Por su trabajo en House of Cards, Robin Wright ganó un Globo de Oro y un Premio Satellite en la categoría Mejor actriz en una serie dramática. Fue la primera persona premiada de Netflix en las categorías principales de actuación. El Globo de Oro de Wright a la mejor actriz – serie de televisión drama por su interpretación de Claire Underwood la convirtió en la primera actriz en ganar dicho premio por una serie de televisión web. Ella ha sido nominada al Emmy cuatro veces entre el 2013 y el 2016. Por su parte, Kevin Spacey fue nominado para el Globo de Oro en las ceremonias 2014 y 2015. Durante el 2015, Spacey ganó el Globo de Oro al mejor actor – serie de televisión dramática. Al igual que Wright, él ha recibido cuatro nominaciones al premio Emmy. También ganó el premio del Sindicato de Actores al mejor actor de televisión – drama en el 2015 y en el 2016.[cita requerida]